# Karl-Heinz Ackermann
Karl-Heinz Ackermann (* 29. Dezember 1948 in Schnelldorf; † 19. April 2015) war ein Generalmajor des Heeres der Bundeswehr.

## Militärische Laufbahn

### Ausbildung und erste Verwendungen
Ackermann trat nach dem Abitur 1967 in Oldenburg (Oldb) beim Panzergrenadierbataillon 292 in Immendingen als Offizieranwärter in die Bundeswehr ein und absolvierte die Offizierausbildung zum Offizier des Truppendienstes der Panzergrenadiertruppe. 1970 erfolgte die Ernennung zum Leutnant. 1971 bis 1973 war Ackermann Zugführer eines Panzergrenadierzugs und bis von 1973 bis 1975 S2-Offizier (Militärisches Nachrichtenwesen) im Stab eines Bataillons. Anschließend war er bis 1977 Kompaniechef einer Ausbildungskompanie und bis 1979 einer Panzergrenadierkompanie.

### Dienst als Stabsoffizier
Von 1979 bis 1981 absolvierte Ackermann den 22. Generalstabslehrgang Heer an der Führungsakademie der Bundeswehr in Hamburg, wo er zum Offizier im Generalstabsdienst ausgebildet wurde.
Anschließend war er Stabsoffizier G2 (Militärisches Nachrichtenwesen) der 4. Jägerdivision in Regensburg bis 1983 und Stabsoffizier G3 (Führung, Ausbildung, Planung, Organisation) der Panzergrenadierbrigade 5 in Homberg (Efze) bis 1985. Es folgte eine integrierte Verwendung als Military Assistent beim Chef des Stabes des Hauptquartiers Allied Forces Northwestern Europe (AFNORTH) in Oslo (Norwegen). 1988 übernahm Ackermann die Führung über das Panzergrenadierbataillon 212 in Augustdorf (Nordrhein-Westfalen), bevor er 1989 Adjutant beim Inspekteur des Heeres im Bundesministerium der Verteidigung (BMVg) in Bonn wurde. Von Oktober 1991 bis Ende März 1994 war Ackermann als Oberst Chef des Stabes der 5. Panzerdivision in Diez (Rheinland-Pfalz). Danach kehrte er ins BMVg als Referatsleiter im Führungsstab des Heeres VI I (Heeresstrukturentwicklung) zurück.

### Dienst als General
Im Oktober 1995 wurde Ackermann Brigadekommandeur der Panzergrenadierbrigade 19 „Münsterland“ in Ahlen (Nordrhein-Westfalen). Diese Dienststellung hatte er bis 1999 inne. Ihm folgte Wolf-Dieter Langheld. Vom 1. Oktober 2002 bis zum 12. Mai 2005 war Ackermann Divisionskommandeur der 1. Panzerdivision in Hannover und bis Ende 2010 stellvertretender Kommandierender General des Rapid Reaction Corps France. Sein Nachfolger wurde Georg Nachtsheim.

## Privates
Ackermann war verheiratet, hatte zwei Söhne und war evangelischer Konfession. Er starb 2015.